# Gask Ridge

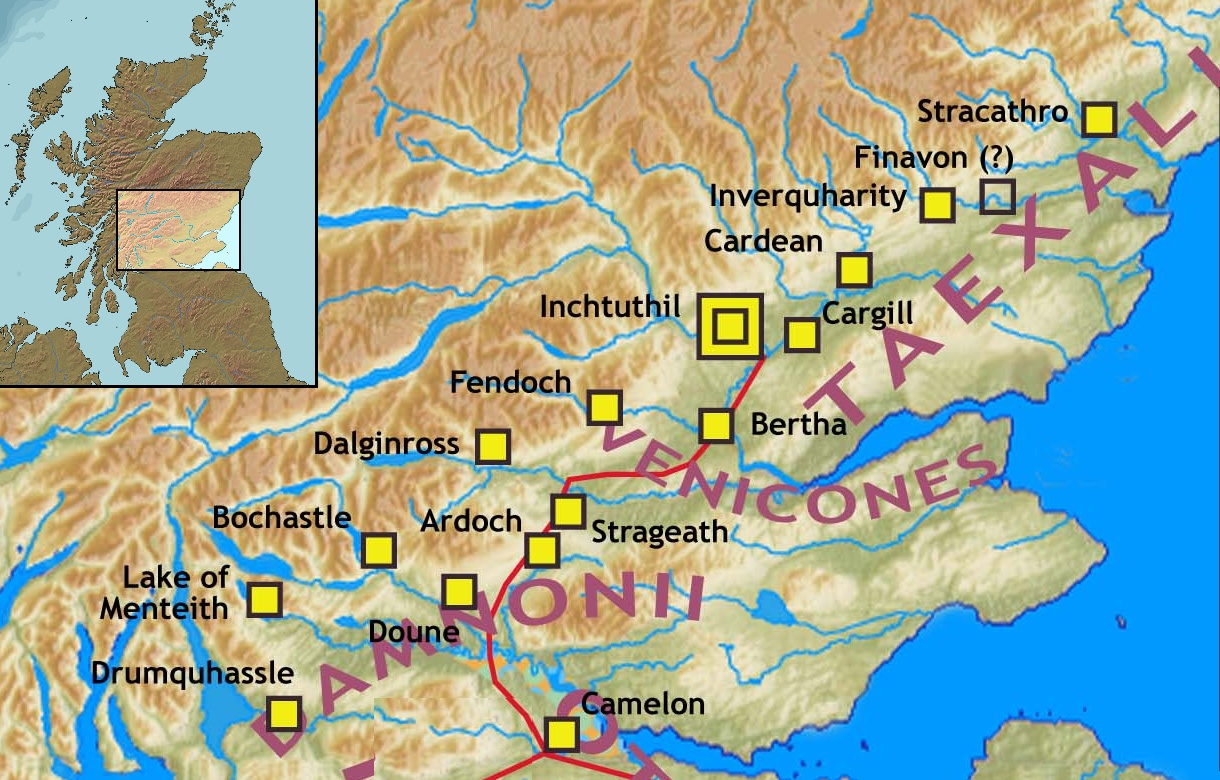
Fortificaciones de Gask Ridge.

Gask Ridge (que se podría traducir como «cadena de Gask») es el nombre moderno con el que se conoce a una serie de fortificaciones romanas en el centro de Escocia. Consistía en una serie de fuertes y fortalezas con torres de señalización. La fortaleza de Inchtuthil y otras cercanas también son conocidas colectivamente como Glen Forts, aunque no está clara su relación con el Gask Ridge.

## Historia
El Gask Ridge fue construido en algún momento entre los años 70 y 80, y es probablemente la primera frontera fortificada del Imperio romano. El Muro de Adriano comenzó a construirse 42 años después de la finalización del Gask Ridge (entre el 122 y el 130), y el Muro de Antonino doce años más tarde (entre el 142 y el 144).
Las fortificaciones, aunque no formaban una muralla continua, cubrían el límite entre la zona montañosa de las Highlands y la zona de los Lowlands en las regiones de Perthshire y Angus, protegiendo así las tierras más llanas y fértiles del sureste. Los posteriores muros romanos se construyeron más al sur, y eran considerablemente más cortos, ya que aprovecharon las indentaciones de la propia costa británica.
Tácito cuenta en sus obras históricas que Cneo Julio Agrícola estaba combatiendo en esta zona alrededor del año 80, y la última acuñación conocida data del año 86. Esto haría suponer que las fortificaciones del Gask Ridge estuvieron ocupadas durante al menos seis años. Sin embargo, recientes hallazgos arqueológicos han mostrado que algunos de estos fuertes fueron reconstruidos una o dos veces, sin que se hallan encontrado rastros de lucha. Excavaciones posteriores quizás logren aclarar esta aparente contradicción.